# Pavo Urban
Pavo Urban (Dubrovnik, 1. kolovoza 1968. – Dubrovnik, 6. prosinca 1991.) bio je hrvatski branitelj i fotograf iz Dubrovnika.

## Životopis
Osnovnu i srednju školu završio je u rodnom Dubrovniku. Nakon završene srednje pomorske škole upisuje Pomorski fakultet također u Dubrovniku te kraće vrijeme plovi na brodovima Jadrolinije. Fotografijom se počeo baviti u srednjoj školi. Bio je član fotokluba "Marin Getaldić" u Dubrovniku, izlagao na izložbama i bio fotograf na Dubrovačkim ljetnim igrama i dubrovačkom kazalištu Marin Držić. Početkom Domovinskog rata u jesen 1991. godine položio je prijamni ispit na Akademiji dramske umjetnosti, studij Snimanja, u Zagrebu, ali se vraća u Dubrovnik koji je uskoro opkoljen jedinicama JNA i crnogorskim i srpskim agresorima.

## Ratne godine
U srpnju 1991. godine prijavljuje se kao dragovoljac, a od rujna sudjeluje u pripremi obrane grada te 29. rujna odlazi na obrambene položaje u Župi dubrovačkoj: Buići, Makoše, Postranje. Nakon okupacije Župe dubrovačke vraća se u Dubrovnik i fotografijom i videom dokumentira razaranje grada. Snimao je za dnevne novine Slobodna Dalmacija i Dubrovački vjesnik te za tadašnje Ministarstvo informiranja RH.

## Stradanje
Pavo Urban poginuo je nedaleko od Orlandovog stupa od minobacačke granate prilikom fotografiranja intenzivnog granatiranja samog središta grada, zaštićenog od UNESCO-a kao dio svjetske baštine. Na fotografijama snimljenim neposredno pred pogibiju zabilježene su brojne granate koje su padale u njegovoj neposrednoj blizini po Stradunu. Sa samog mjesta pogibije nastala je i njegova posljednja fotografija kasnije nazvana "Kamena prašina nad Gradom".
Njegovo pismo pisano u obliku ratnog dnevnika njegovoj je djevojci Mari Bratoš, koja se je onda bila nalazila u Americi, stiglo dvadesetak dana nakon što je poginuo. O tom je dokumentu Hrvoje Ivanković snimio dokumentarnu radijsku dramu za Hrvatski radio, Ovo je ratni dnevnik. Izvještava Pavo Urban, koja je nominirana za prestižnu radijsku nagradu Prix Europa.

## Fotomonografije
Nakon smrti objavljena je fotomonografija Pavo Urban, sa slikama s početka rata, i Pavo Urban posljednje slike. Održan je veći broj izložbi njegovih fotografija. 

## Odličja, priznanja i nagrade
Za sudjelovanje u Domovinskom ratu Urban je odlikovan:
1. Spomenicom Domovinskog rata,
2. Redom Zrinskog i Frankopana s pozlaćenim pleterom,
3. Odličjem hrvatskih dragovoljaca Domovinskog rata s pozlaćenim pleterom i
4. Redom Danice hrvatske s likom Marka Marulića.

Za fotografski rad odlikovan je:
- 1989. godine - trećom nagrada za fotografiju na Dubrovačkom salonu 2
- 1993. godine -

1. posebnim priznanjem Ministarstva kulture Republike Hrvatske,
2. posebnim priznanjem Hrvatskog novinarskog društva za osobite zasluge na području novinarstva u Domovinskom ratu,
3. posebnim priznanjem Akademie der Künste, Berlin,
4. Fritz-Sanger-Preis, Bonn,
5. posebnim priznanjem Hrvatskih dragovoljaca Domovinskog rata Dubrovnik za izuzetne osobne zasluge na području novinarstva u Domovinskom ratu,

- 1995. godine - nagradom Laus DDF, Dubrovnik

## Spomen
- Njemu u čast u Dubrovniku je osnovana Zaklada Pavo Urban za pomoć djeci.
- Spomen-ploča s imenima hrvatskih novinara, snimatelja i tehničara ubijenim u Domovinskome ratu na kojoj je i ime Pava Urbana postavljena je na zgradi Hrvatskog novinarskog doma u Zagrebu.[3]
- Dana 6. prosinca 2021. na tridesetu obljetnicu smrti na mjestu gdje je poginuo otkriveno je spomen obilježje.[4]

## Vanjske poveznice
- Stranice PavoUrban s njegovim fotografijama
- Biografija Pave Urbana
- Izložba Pave Urbana Vrata u tjedniku "Zarez"  Arhivirana inačica izvorne stranice od 31. listopada 2010. (Wayback Machine)
- Stranica pavourban.com postavljena u prosincu 2011. godine  Arhivirana inačica izvorne stranice od 16. siječnja 2012. (Wayback Machine)
- Fotografija u Hrvatskoj - Pavo Urban